# RainbowCrack
RainbowCrack ist ein Computerprogramm, das Rainbow Tables generiert, um Passwörter zu knacken. RainbowCrack unterscheidet sich von der «konventionellen» Brute-Force-Methode dadurch, dass es lange, fertig ausgerechnete Tabellen, genannt Regenbogentabellen, verwendet, um die Zeit und Zahl der Versuche beim Herausprobieren eines Passwortes drastisch zu verringern. RainbowCrack wurde von Zhu Shuanglei entwickelt und ist eine Umsetzung des auf Zeit-Speicher-Kompromiss optimierten Ophcrack von Philippe Oechslin, einer Cyberattacke per Kryptoanalyse.
Einige Organisationen haben Regenbogentabellen für RainbowCrack frei ins Internet gestellt.